# Tiberio Giulio Pollieno Auspice
Tiberio Giulio Pollieno Auspice (latino: Tiberius Iulius Pollienus Auspex; 175 circa – dopo il 222) è stato un politico e militare romano, nominato console suffetto tra il 212 e il 222 d.C..

## Biografia
Giulio Pollieno Auspice, era membro della gens italica dei Pollienii, e figlio probabilmente di Pollieno Auspice (console al tempo di Commodo), anche se alcuni studiosi hanno sostenuto si tratterebbe della stessa persona. Tra il 212 e il 222, Auspice venne nominato legatus Augusti pro praetore della provincia di Numidia. E sempre in questo periodo venne nominato console suffetto, sebbene in assenza.
Giulio Pollieno Auspice potrebbe essere stato il padre adottivo di Tiberio Pollenio Armenio Peregrino, console nel 244.